# Heat Waves
Pour les articles homonymes, voir Heat Wave.
Heat Waves est une chanson du groupe anglais Glass Animals sortie le 29 juin 2020 issue de leur troisième album studio Dreamland.

## Accueil
La chanson est devenue au fil des années un succès mondial de type sleeper hit, atteignant la cinquième place du UK Singles Chart, le top cinq de plusieurs autres pays européens et la première place en Australie, au Canada, en Lituanie, en Suisse et aux États-Unis où elle se hisse au sommet du Billboard Hot 100 après un record de 59 semaines dans le classement,. En septembre 2021, la chanson avait accumulé plus d'un milliard de flux sur Spotify. La chanson atteint également la première place du Billboard Global 200.
Heat Waves a passé sept semaines au sommet du classement australien des singles ARIA et a ensuite été certifié comme la chanson numéro un pour 2021 en Australie.
Dans le UK Singles Chart, le single a culminé à l'origine (premier semestre 2021) à la dix-neuvième place. Après son inclusion dans le jeu vidéo EA Sports FIFA 21 et une large utilisation comme musique d'accompagnement dans diverses vidéos TikTok, la chanson est réintégrée en dix-huitième place en septembre 2021 et continue à grimper jusqu'au top 5,,.

## Clip
Le clip montre le leader Dave Bayley marchant dans les rues de l'est de Londres tirant un wagon avec plusieurs téléviseurs empilés, filmé par ses voisins en utilisant leurs téléphones lors du confinement pendant la pandémie de Covid-19. Il arrive ensuite sur une scène, installe les téléviseurs puis chante le reste de la chanson avec les membres du groupe. Bayley décrit ce clip comme « une lettre d'amour à la musique live et à la culture et à la convivialité qui l'entourent ». En novembre 2024, le clip vidéo sur YouTube a accumulé plus de 750 millions de vues.

## Personnel
- Dave Bayley - chant, guitare, claviers, batterie, cordes, percussions, production
- Edmund Irwin-Singer - guitare
- Drew MacFarlane - guitare, cordes
- Joe Seaward – batterie

## Classements hebdomadaires
| Classements (2020–2022)                 | Meilleure position |
| --------------------------------------- | ------------------ |
| Allemagne (Media Control AG)            | 2                  |
| Australie (ARIA)                        | 1                  |
| Autriche (Ö3 Austria Top 40)            | 2                  |
| Belgique (Flandre Ultratop 50 Singles)  | 4                  |
| Belgique (Wallonie Ultratop 50 Singles) | 7                  |
| Canada (Canadian Hot 100)               | 1                  |
| Danemark (Tracklisten)                  | 9                  |
| Espagne (PROMUSICAE)                    | 49                 |
| États-Unis (Hot 100)                    | 1                  |
| États-Unis (Adult Contemporary)         | 5                  |
| États-Unis (Adult Pop Songs)            | 1                  |
| États-Unis (Pop Airplay)                | 1                  |
| États-Unis (Rock Airplay)               | 5                  |
| Finlande (Suomen virallinen lista)      | 7                  |
| France (SNEP)                           | 14                 |
| Italie (FIMI)                           | 35                 |
| (Billboard Global 200)                  | 1                  |
| Norvège (VG-lista)                      | 2                  |
| Nouvelle-Zélande (RMNZ)                 | 2                  |
| Pays-Bas (Single Top 100)               | 6                  |
| Portugal (AFP)                          | 4                  |
| Royaume-Uni (UK Singles Chart)          | 1                  |
| Suède (Sverigetopplistan)               | 6                  |
| Suisse (Schweizer Hitparade)            | 1                  |